# Euoniticellus inaequalis
Euoniticellus inaequalis är en skalbaggsart som beskrevs av Reiche 1850. Euoniticellus inaequalis ingår i släktet Euoniticellus och familjen bladhorningar. Inga underarter finns listade i Catalogue of Life.